# Amica Wronki
El Amica Wronki fue un equipo de fútbol de la ciudad de Wronki, (Polonia) fuertemente vinculado desde sus inicios a la compañía Amica, un fabricante de electrodomésticos especializado en estufas. Recibió su nombre de esta misma compañía, cuyas ganancias le otorgaron al nuevo equipo una gran influencia financiera en las ligas polacas. El club se formó con la fusión de dos clubes, el Błękitni Wronki y el LZS Czarni Wromet Wróblewo. El nuevo club fue nombrado FK Amica Wronki y en solo 4 años, el club ganó la promoción de la III Liga a la Ekstraklasa.
Han estado en la máxima categoría de Polonia desde 1995. En mayo de 2006 se fusionaron con el Lech Poznań de la Ekstraklasa. El equipo de reserva se convirtió en su primer equipo, pero solo duró una temporada antes de que finalmente se disolviera. En 2007 se refundó el Błękitni Wronki, uno de los clubes que conformaron en sus inicios al Amica Wronki.

## Historia
Fue fundado en el año 1992 en la ciudad de Wronki cuando la compañía Amica buscó apoyar a un equipo de fútbol de la ciudad, ayudado por que una de sus fábricas se encontraba en Wronki, dándole apoyo durante su existencia en el fútbol de Polonia. Se formó con la fusión entre los equipos Błękitni Wronki y LZS Czarni Wromet Wróblewo.
LLegó a la Ekstraklasa por primera vez en la temporada de 1997/98, en la cual comenzaron a surgir los mejores tiempos en el equipo, ya que lograron ganar en esa temporada el título de Copa, una de las tres que ganó en las cuatro finales que disputó, obteniendo de igual forma dos Supercopas de las tres que jugaron.
A nivel internacional participó en 5 torneos continentales, donde nunca superó la Segunda ronda.
Al final de la Temporada 2005/06, el equipo anunció que se iba a fusionar con el Lech Poznań para formar al KKS Lech Poznań, que jugaría en la siguiente temporada. Siguió funcionando en las divisiones menores de Polonia, pero ante la salida de varios jugadores y la transferencia de otros al nuevo equipo y la negativa del Lech Poznań, no continuaron.
La idea de la fusión se dio por la cantidad de aficionados de ambos equipos, esto por el interés de la Compañía Amica en abarcar un mercado más grande, ya que la ciudad de Poznań contaba con más de medio millón de habitantes, mientras que Wronki solo con 12000.
En 2007 nace el Błękitni Wronki como el club sucesor.

## Palmarés
- Copa de Polonia: 3

1998, 1999, 2000
- - Finalista: 1

2002
- Supercopa de Polonia: 2

1998, 1999
- - Finalista: 1

2000

## Participación en competiciones de la UEFA
| Temporada | Torneo                     | Ronda            | Club               | Casa | Visita | Global      |
| --------- | -------------------------- | ---------------- | ------------------ | ---- | ------ | ----------- |
| 1998/99   | Recopa de Europa de fútbol | 1                | Hibernians         | 4-0  | 1-0    | 5-0         |
| 1998/99   | Recopa de Europa de fútbol | 2                | SC Heerenveen      | 1-3  | 0-1    | 1-4         |
| 1999/2000 | UEFA Cup                   | 1                | Brøndby IF         | 2-0  | 3-4    | 5-4         |
| 1999/2000 | UEFA Cup                   | 2                | Atlético Madrid    | 0-1  | 1-4    | 1-5         |
| 2000/01   | UEFA Cup                   | Preliminar       | FC Vaduz           | 3-0  | 3-3    | 6-3         |
| 2000/01   | UEFA Cup                   | 1                | Alanija            | 2-0  | 3-0    | 5-0         |
| 2000/01   | UEFA Cup                   | 2                | Hertha BSC         | 1-1  | 1-3    | 1-4         |
| 2002/03   | UEFA Cup                   | Preliminar       | TNS Llansantffraid | 5-0  | 7-2    | 12-2        |
| 2002/03   | UEFA Cup                   | 1                | Servette FC        | 1-2  | 3-2    | 4-4 v       |
| 2002/03   | UEFA Cup                   | 2                | Málaga CF          | 1-2  | 1-2    | 2-4         |
| 2004/05   | UEFA Cup                   | Clasificatoria 2 | Honvéd             | 1-0  | 0-1    | 1-1 (5-4 p) |
| 2004/05   | UEFA Cup                   | 1                | FK Ventspils       | 1-1  | 1-0    | 2-1         |
| 2004/05   | UEFA Cup                   | Fase de grupos   | Grazer AK          | 1-3  | -      | 5º Lugar    |
| 2004/05   | UEFA Cup                   | Fase de grupos   | Glasgow Rangers    | -    | 0-5    | 5º Lugar    |
| 2004/05   | UEFA Cup                   | Fase de grupos   | AZ '67             | 1-3  | -      | 5º Lugar    |
| 2004/05   | UEFA Cup                   | Fase de grupos   | AJ Auxerre         | -    | 1-5    | 5º Lugar    |

## Jugadores

### Jugadores destacados
| - Bartosz Bosacki - Dariusz Dudka - Dawid Kucharski - Rafał Murawski - Jerzy Podbrożny | - Grzegorz Szamotulski - Marcin Wasilewski - Grzegorz Wojtkowiak - Marek Zieńczuk - Jacek Ziober |

## Entrenadores
- Marian Kurowski (1995-1996)
- Grzegorz Lato (1996)
- Marian Kurowski (1996-1997)
- Stanisław Gzil (1997)
- Wojciech Wąsikiewicz (1997-1998)
- Marian Kurowski (1998-1999)
- Mieczysław Broniszewski (1999)
- Marian Kurowski (1999)
- Stefan Majewski (1999-2000)
- Paweł Janas (2000-2001)
- Mirosław Jabłoński (2001-2002)
- Stefan Majewski (2002-2004)
- Maciej Skorża (2004-2005)
- Krzysztof Chrobak (2005-2006)
- Marian Kurowski (2006-2007)